# Estevan (Saskatchewan)
Estevan é a oitava maior cidade da província canadense de Saskatchewan. 
Está localizada na Divisão Nº1 da província, a cerca de 16 quilômetros da fronteira do Canadá com os Estados Unidos. A população da cidade é de 11.258 habitantes.